# Tylorrhynchus hetereochaetosus
Tylorrhynchus hetereochaetosus är en ringmaskart som först beskrevs av Jean Louis Armand de Quatrefages de Bréau 1866.  Tylorrhynchus hetereochaetosus ingår i släktet Tylorrhynchus och familjen Nereididae. Inga underarter finns listade i Catalogue of Life.